# 隆德县
隆德县是中华人民共和国宁夏回族自治区固原市下辖的一个县，位于宁夏南部。隆德县得名于羊牧隆城(今西吉县将台堡镇火家集村)及德顺军两名之尾首二字。縣人民政府駐城關鎮。

## 历史
隆德历史上曾隶属甘肃省平凉府。该县地处宁夏，陕西，甘肃三省交界，连接中国西北重镇兰州与西安的西兰公路穿城而过，北接固原，南邻泾源，西接静宁，东连平凉，为三省通衢。

## 地理
隆德虽地处宁夏南端，但由于平均海拔超过2000米，气温较周围各县偏低，且由于地处六盘山脉北麓，降水偏少，加之水土流失，农业欠发达。历史上更添兵匪之害，是有名的贫瘠苦寒之地。
隆德境内多山。六盘山主峰海拔超过2900米，因中共领袖毛泽东诗句"六盘山上高峰，红旗漫卷西风"<清平乐·六盘山>闻名。此山有些地段林木葱郁，不同于周围黄土高原之童山濯濯。20世纪六十年代尚有豹，狼等猛兽出没。山顶建有中国工农红军长征纪念亭，电视转播塔，气象站等。全长2385米的六盘山公路隧道洞穿山腹。隧道通车前，六盘山曾是西兰公路一道天堑。公路盘山而上，曲折蜿蜒，气势不凡。冬季大雪时，车辆往往因路滑难以翻越。
因全长200余公里的六盘山脉居于东南，隆德地势东高西地，因此当地有河水倒流的说法。境内河流不多，大的河流有渝河，葫芦河等。另有大小水库及天然池塘（当地称“涝坝”）若干。
因居于黄土高原边缘，境内多山，沟壑纵横。平地称“川”，川地多为良田，物产较丰富。山地多梯田。

## 人口
2020年末，根據第七次人口普查數據，隆德縣常住人口為109451人。

## 人文
居民以汉族，回族居多。当地方言类似陕西口音又略不同，与宁夏北部差别较大。农民种植小麦，马铃薯，玉米，大豆，豌豆等，也饲养牛，羊，猪等家畜。当地出产苹果，梨，杏，西瓜，中药等。民风习俗与周围甘肃，陕西类似。重要的节日常有民间庆典活动，如春节时有“耍社火”等。另有一些习俗中国他处似不多见，如农历正月二十三“燎疳”，二月二炒食豌豆，五月五采摘柳枝悬于户外，十月一日为先祖“送寒衣”，腊月初八挖冰块置于门墩等。
因有些山区地少人多，环境破坏严重，不适宜居住，近年当地政府陆续组织居民迁移到宁夏北部平原地区，新的定居点称为“吊庄”。另外也有大批农村年轻人前往中国沿海地区寻求工作机会。

## 行政区划
隆德县下辖3个镇、10个乡：
城关镇、沙塘镇、联财镇、陈靳乡、好水乡、观庄乡、杨河乡、神林乡、张程乡、凤岭乡、山河乡、温堡乡和奠安乡。

## 交通
- 青兰高速、 312国道过境。

## 相关文学作品
张恨水的小说《燕归来》中，女主角杨燕秋是甘肃静宁人，在隆德长大并将此地看作故乡。书中描写了民国十七、十八年间陕甘两省旱灾，当地百姓民不聊生，吃树皮草根为生尚无法糊口。杨燕秋一家人不得已离家向东逃难，杨燕秋卖身保全父母，一家人也支离流散。后杨燕秋跟随继父母到南京，继父母去世后重返隆德县寻找家人，亦要为西北建设做些实事，是为“燕归来”。